# Giovanni Alfredo Cesareo
(G. A. Cesareo)
Giovanni Alfredo Cesareo (Messina, 24 gennaio 1860 – Palermo, 7 maggio 1937) è stato un poeta, critico letterario, drammaturgo, politico italiano.

## Biografia
Dopo la laurea ottenuta a Messina, si trasferisce a Roma, dove insegna nelle scuole medie. Nel 1895 partecipa al concorso per la cattedra di letteratura italiana all'Università di Messina ma per l'opposizione di Giosuè Carducci non l'ottiene. Il 4 dicembre 1898, sempre dopo una dura polemica col Carducci, vinse la cattedra all'Università di Palermo. Successivamente diventò preside della facoltà di Lettere e filosofia.
Nel 1910 diventa socio attivo dell'Accademia di scienze, lettere ed arti di Palermo (di cui diventa presidente nel 1922). Nello stesso anno entra a far parte del Consiglio superiore della pubblica istruzione (fino al 1923). È stato anche socio corrispondente dell'Accademia della Crusca. Il 9 novembre 1912 è iniziato in Massoneria nella Loggia Alighieri di Palermo, e il 5 febbraio 1913 diventa Maestro massone. Viene nominato senatore il 18 settembre 1924, durante il Governo Mussolini, carica che ricoprirà fino alla morte.

## Opere
- « Sotto gli aranci » versi, con prefazione di Mario Rapisardi. Ravenna, David, 1881.
- « Don Juan » poema, Catania, Giannotta, 1883.
- « Saggi di critica » Ancona, Morelli, 1884.
- « Le Occidentali » versi, Torino, Triverio, 1887.
- « Avventure eroiche e Galanti » novelle, Torino, Triverio, 1887.
- « Le Satire di Petronio Arbitro » tradotte, Firenze, Sansoni, 1887.
- « L'Italia nel canto di G. Leopardi e nei canti dei poeti anteriori » Roma, 1889.
- « Su l'ordinamento delle poesie volgari di [Francesco Petrarca] » Torino, Loescher, 1891.
- « Poesie e lettere edite e inedite di Salvator Rosa pubblicate criticamente e precedute dalla vita dell'autore rifatta su nuovi documenti » Napoli, tip. dell'Università, 1892, 2 volumi.
- « Ernesto Renan » Roma, N. Antologia, 1892.
- « Bricciche rosiane » Torino, Loescher, 1893.
- « Nuove ricerche su la vita e le opere di G. Leopardi » Tor. Roux e C. 1893.
- « Un bibliofilo del Quattrocento » Milano. Vallardi, 1892.
- « Leggende e Fantasie » Roma, Bontempelli, 1893.
- « La poesia siciliana sotto gli Svevi » (Catania, Giannotta, 1894.
- « La formazione di maestro Pasquino » Roma, 1894.
- « Pasquino e la satira sotto Leone X. (L'ultimo re di Cipro — I due archipoeti — Serapica — Il cardinal Armellino e madama Onesta — La congiura del Petrucci) » Roma, Nuova Rassegna, 1894.
- « Dante e il Petrarca » Venezia, Giornale Dantesco, 1893.
- « Gl'inni » (Catania, Giannotta, editore-libraio della R. Casa, 1895.
- « Le poesie volgari del Petrarca secondo le indagini più recenti » Roma, N. Antologia, 1395.
- « Di un codice petrarchesco della biblioteca Chigiana, (Rendic. della R. Accad. dei Lincei, 24 apr. 1895.
- « Per una canzone di Giacomo da Lentino » negli Studi di filologia romanza, 1995.
- « La nuova critica del Petrarca » Roma, N. Antologia, 1897.
- « Su le poesie volgari del Petrarca » nuove ricerche, Rocca S. Casciano, Cappelli, 1898.
- « Le origini della poesia lirica in Italia » Catania, Giannotta, 1898.
- « L'Eroico nella Poesia del Leopardi » Rocca S. Casciano, Cappelli, 1898.
- « Su l'antico volgarizzamento siciliano del testo greco di S. Marco » Messina, D'Amico, 1899.
- « Il Metodo » discorso inaugurale, Catania, Giannotta, 1899.
- « Conversazioni letterarie » Catania, Giannotta, 1899.
- « Le Satire di Salvator Rosa » nuova edizione, con introduzione 1900.
- « Saggio su l'arte creatrice » (Bologna, Zanichelli, 1919)
- « La donna di Magdala » e « Suspiria de Profundis »(Bologna, Zanichelli, 1920)
- « Canti armati » (Bologna, Zanichelli, 1920)

opere teatrali:
- « Francesca da Rimini » tragedia, 1905.
- Mafia, La Sanfelice e La Morta.

Altri saggi nella sua maturità: Metodo alla critica militante, Gaspara Stampa, Giovanni Meli, Studi e ricerca sulla letteratura italiana.
Appassionato di Shakespeare si è dedicato ad alcune traduzioni.

### Poesia e musica
Romanze

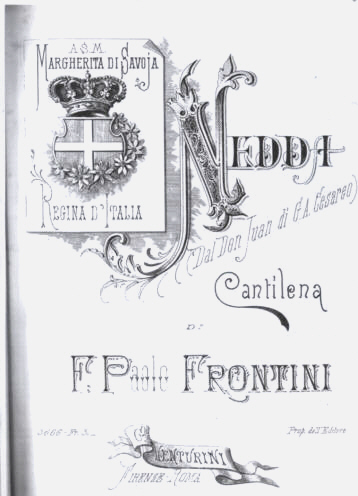
compositore Francesco Paolo Frontini

- Canto di carrettiere, musica di Francesco Paolo Frontini, versi G. A. Cesareo - dal Don Juan 1885, Ricordi - Milano
- Nedda - cantilena, musica di F. P. Frontini, versi di G. A. Cesareo, dal Don Juan 1887, Venturini - Firenze
- La serenata, musica di Francesco Paolo Tosti, versi di G. A. Cesareo, da Le Occidentali 1887, Turino: Triverio, lirica XIX, pp. 51–3
- Sogno Malese, musica di F. P. Frontini, versi di G. A. Cesareo 1884, Ricordi - Milano
- ottobre  cantilena popolare, musica di F. P. Frontini, versi di G. A. Cesareo, A. Pigna - Milano